# Ação Realista
Acção realista foi um periódico lançado em Maio de 1924 pela Acção Realista Portuguesa, organização de cariz monárquico alicerçada no integralismo lusitano, tendo como diretor Ernesto Gonçalves